# Coppa Anglo-Italiana 1984
La Coppa Anglo-Italiana 1984 fu la tredicesima edizione della Coppa Anglo-Italiana. Venne vinta dal Francavilla, vittorioso in finale sul Teramo. Il torneo è stato intitolato a Gigi Peronace, creatore dello stesso torneo.

## Squadre partecipanti
Al torneo hanno partecipato quattro squadre, due italiane e due inglesi.
| Inglesi                     | Italiane           |
| --------------------------- | ------------------ |
| Fisher Athletic King's Lynn | Francavilla Teramo |

## Semifinali
| Francavilla al Mare 21 aprile 1984 | Francavilla | 3 – 2 referto | Fisher Athletic | Stadio Valle Anzuca |

| Teramo 21 aprile 1984 | Teramo | 2 – 1 referto | King's Lynn | Stadio comunale |

## Finale 3º/4º posto
| Dulwich 23 aprile 1984                                     | Fisher Athletic | 3 – 0 referto | King's Lynn | Champion Hill |
| \| \| \| \| \| Jacobs 38’, 78’ Hall 52’ \| Marcatori \| \| |                 |               |             |               |
|                                                            |                 |               |             |               |
| Jacobs 38’, 78’ Hall 52’                                   | Marcatori       |               |             |               |

## Finale
| Francavilla al Mare 23 aprile 1984                         | Francavilla | 2 – 0 referto | Teramo | Stadio Valle Anzuca |
| \| \| \| \| \| De Amicis 39’ Nobili 84’ \| Marcatori \| \| |             |               |        |                     |
|                                                            |             |               |        |                     |
| De Amicis 39’ Nobili 84’                                   | Marcatori   |               |        |                     |